# Зайц, Эрнест
Эрнест Зайц (нем. Ernest Seitz; 29 февраля 1892, Гамильтон, провинция Онтарио — 10 сентября 1978, Торонто) — канадский пианист и композитор.
Учился в Торонто у Огастаса Стивена Вогта, а затем в 1910—1914 гг. в Берлине у Иосифа Левина. С началом Первой мировой войны был вынужден отказаться от гастрольных перспектив в Европе и вернулся в Канаду. Здесь он широко концертировал по стране, в 1922 г. дебютировал и в Нью-Йорке, выступал также как аккомпаниатор (в частности, с Луиджи фон Куницем). В 1916—1946 гг. преподавал в Торонтской консерватории. Композиторское наследие Зайца состоит преимущественно из популярных песен, которые он подписывал псевдонимом Рэймонд Робертс (англ. Raymond Roberts); наиболее известная из этих песен, баллада «The World Is Waiting for the Sunrise» на стихи поэта и актёра Джина Локхарта, была записана более чем сотней разных исполнителей, включая Дюка Эллингтона, Бенни Гудмена, Леса Пола, Оскара Питерсона; существует и версия песни в исполнении группы «Битлз», записанная на домашний магнитофон в конце 1950-х гг.
С середины 1940-х гг. отошёл от занятий музыкой, сосредоточившись на семейном бизнесе — торговле автомобилями.